# Marek Brzosko
Marek Stefan Brzosko (ur. 19 grudnia 1954 w Szczecinie) – polski lekarz, internista i reumatolog, doktor habilitowany nauk medycznych i profesor zwyczajny Pomorskiego Uniwersytetu Medycznego (PUM) w Szczecinie. Wieloletni nauczyciel akademicki PUM w Szczecinie. Kierownik Katedry Reumatologii i Chorób Wewnętrznych oraz Kliniki Reumatologii, Chorób Wewnętrznych, Geriatrii i Immunologii Klinicznej Pomorskiego Uniwersytetu Medycznego. Prezes Polskiego Towarzystwa Reumatologicznego oraz konsultant krajowy w dziedzinie reumatologii. 

## Życiorys
Urodził się 19 grudnia 1954 roku w Szczecinie. VI Liceum Ogólnokształcące ukończył w 1973 r. Dyplom lekarza uzyskał 6 lat później na Wydziale Lekarskim Pomorskiej Akademii Medycznej w Szczecinie.    
Swoją pracę rozpoczął zaraz po studniach w 1979 r. w Zespole Opieki Zdrowotnej Nr 3, a następnie od sierpnia 1981 r. w Państwowym Szpitalu Klinicznym Nr 1, w Klinice Hematologii jako młodszy asystent. W 1983 r. uzyskał specjalizację z zakresu chorób wewnętrznych I°, a w 1986 r. II° (oba stopnie z wyróżnieniem). Od grudnia 1986 r. został zatrudniony na stanowisku starszego asystenta w Pomorskiej Akademii Medycznej w Klinice Hematologii i od tamtej pory bardzo mocno zaangażował się w pracę ze studentami. W międzyczasie obronił swoją pracę doktorską. Od połowy 1991 r. rozpoczął pracę na stanowisku starszego asystenta, a następnie przez ponad 8 lat adiunkta w nowo utworzonym Oddziale Klinicznym Reumatologii Instytutu Chorób Wewnętrznych PAM.
Od 1 października 2000 r. przejął obowiązki kierownika ww. oddziału, a następnie po jego przekształceniu został kierownikiem Kliniki Reumatologii i Chorób Wewnętrznych. Po niecałych 3 latach uzyskał specjalizację II° z reumatologii i skupił się na dalszym rozwoju kariery naukowej. Kolejnym krokiem była obrona pracy habilitacyjnej w 2005 roku.
Tytuł profesora otrzymał 23 grudnia 2010 roku, a w 2013 r. został mianowany na stanowisko profesora zwyczajnego PUM w Szczecinie i odebrał nominację z rąk prezydenta RP.

## Praca naukowa
Jest współautorem 731 publikacji, 203 publikacji w czasopismach recenzowanych, w tym 64 z Impact Factor (IF). Wypromował 8 doktorów nauk medycznych, a był recenzentem 15. Jest opiekunem jednej rozprawy habilitacyjnej. Był redaktorem 5 książek z zakresu reumatologii  i współredaktorem książki pt. „Reumatologia praktyczna”, oraz współautorem około 164 rozdziałów w książkach z zakresu reumatologii, zmian w echokardiograficznych w sercu w chorobach tkanki łącznej . Trzy rozdziały książek zostały opublikowane za granicą (w tym jeden w USA).

## Praca na rzecz uczelni
Aktywnie działał na rzecz macierzystej uczelni, jednak wraz ze wzrostem zaangażowania w prace na szczeblu krajowym, swoją aktywność ograniczył do rozwoju Katedry Reumatologii i Chorób Wewnętrznych. W latach 2008–2012 był Prorektorem ds. Klinicznych PUM w Szczecinie oraz Przewodniczącym Senackiej Komisji ds. Szpitali Klinicznych . Od 2016 do 2000 roku wchodził w skład Senackiej Komisji ds. Nauki i Współpracy z Zagranicą . Jest członkiem Narodowej Rady Reumatologii .

## Udział w kolegiach redakcyjnych czasopism medycznych
- Polski Przegląd Nauk o Zdrowiu [16]
- Reumatologia [17]
- Lekarz POZ [18]
- Forum Reumatologiczne [19]

## Nagrody i wyróżnienia
- Lider Roku 2017 w Ochronie Zdrowia w konkursie Sukces Roku 2017[20][21]

W 2023 został odznaczony Złotym Krzyżem Zasługi.